# Андріампунімерина
Андріампунімерина (*д/н — бл. 1747) — 2-й мпанзака (володар) Імерина-Імеринацимо у 1733—1747 роках.

## Життєпис
Син Андріанджаканаваналунамандімбі, мпанзаки Імеринацимо. Посів трон бризько 1733 року. Продовжив боротьбу проти Імерина-Аварадрано. Здійснював походи проти держав Мерабе, Ванінанкараткра, воюючи з ними за панування в центральних та східних областях Мадагаскару, але без значного успіху. Спроби підкорити державу Імамо також не мали тривалого успіху. Уклав союз з Андріамангагірою, мпанзакою Імерина-Анцагадінти.
Продовжив розвудову столиці Антананаріву, завершивши роботу із зменшення пагорбу Аналаманга, де розташовувався руву (фортеця-резиденція). Помер близько 1747 року. Йому спадкував старший син Андріанавалонібемігісатра.